# Kalman Sultanik
Kalman Sultanik (ur. 1917 w Miechowie, zm. 19 października 2014 w Nowym Jorku) – działacz Światowej Organizacji Syjonistycznej i Światowego Kongresu Żydów, członek Międzynarodowej Rady Oświęcimskiej przy Prezesie Rady Ministrów.

## Życiorys
Był więźniem nazistowskich niemieckich obozów koncentracyjnych. W 1946 uczestniczył jako delegat w 22. Światowym Kongresie Syjonistycznym w Bazylei. Pełnił funkcję prezesa Federacji Żydów Polskich w Stanach Zjednoczonych i wiceprezesa Światowego Kongresu Żydów. W 1989 został członkiem Rady Państwowe Muzeum Auschwitz-Birkenau w Oświęcimiu i zajmował stanowisko jej wiceprzewodniczącego. W pierwszych latach istnienia Fundacji Auschwitz-Birkenau był członkiem jej rady.

## Odznaczenia
W 1995 został odznaczony przez Prezydenta RP Lecha Wałęsę Krzyżem Komandorskim Orderu Odrodzenia Polski.